# Нова-Сажина
Но́ва-Сажи́на (пол. Nowa Sarzyna [ˈnɔva saˈʐɨna]) — город в Польше, входит в Подкарпатское воеводство, Лежайский повят. Имеет статус городско-сельской гмины. Занимает площадь 9,15 км². Население — 6430 человек (на 2004 год).

## История

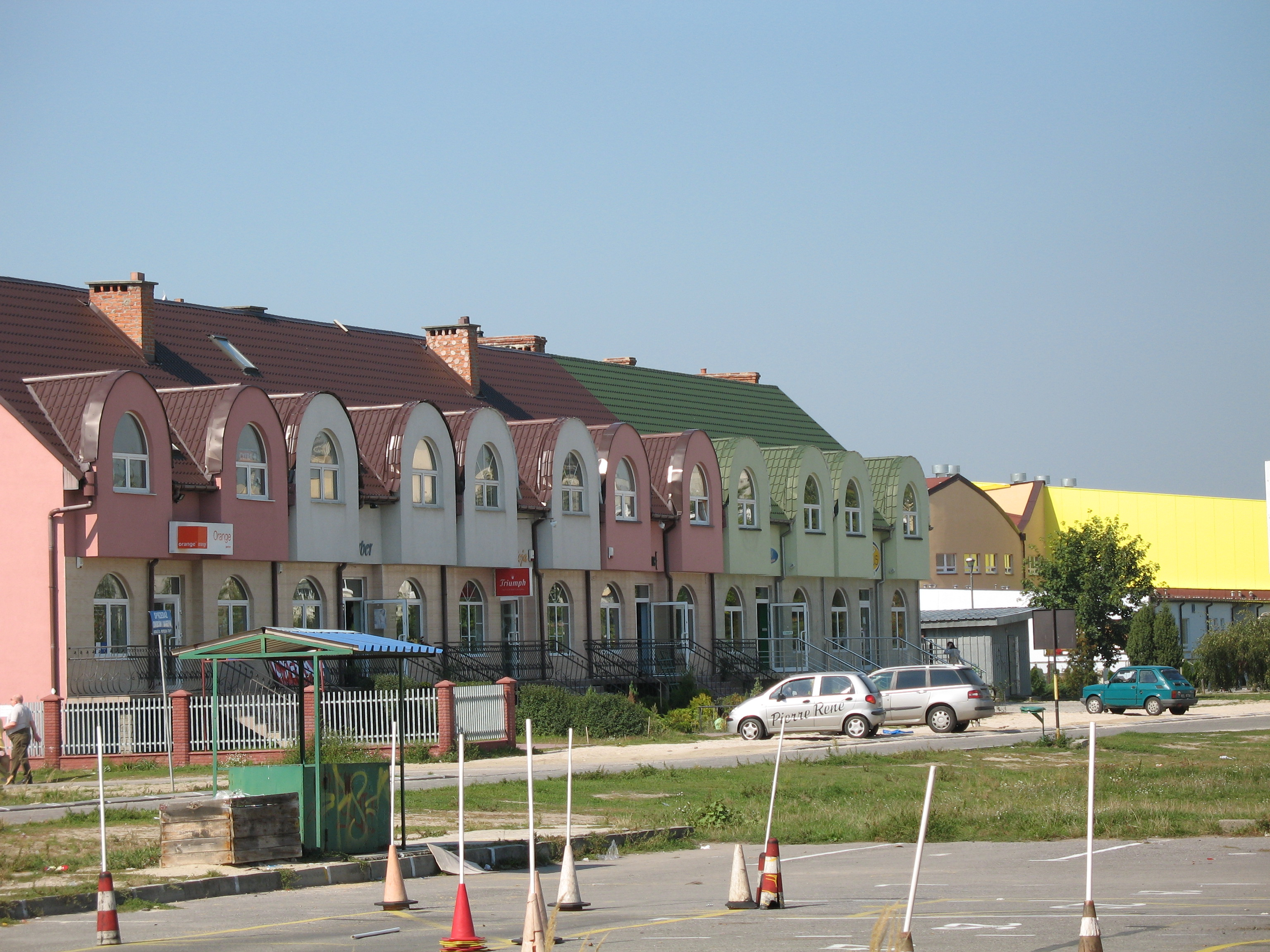
Нова-Сажина

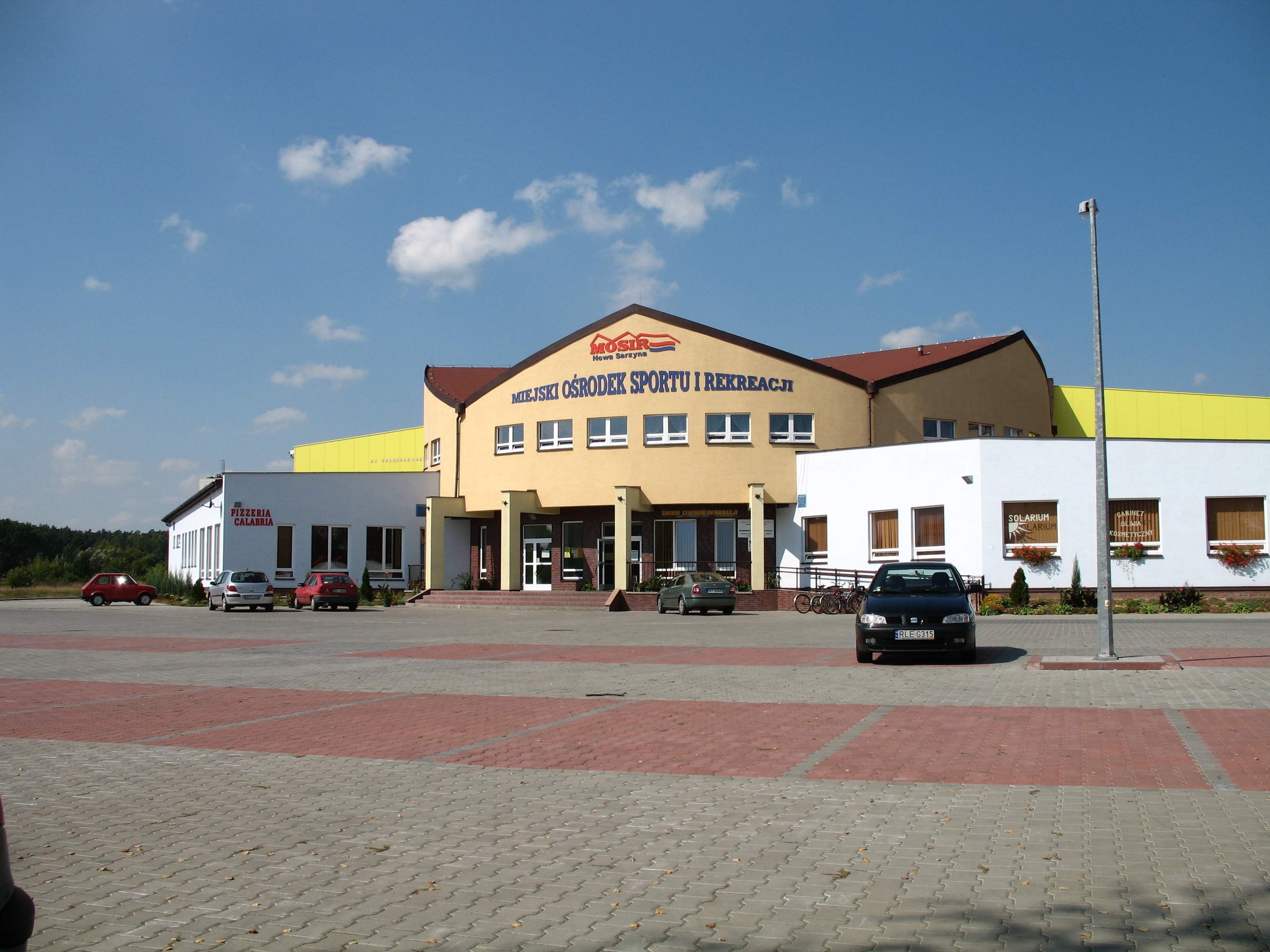
Нова-Сажина